# Amuropaludina praerosa
Amuropaludina praerosa е вид коремоного от семейство Viviparidae.

## Разпространение
Видът е разпространен в Русия (Амурска област).